# Blankensee (Mecklenburg)
Blankensee település Németországban, Mecklenburg-Elő-Pomeránia tartományban. Lakosainak száma 1611 fő (2023. december 31.).

## Népesség
A település népességének változása:
| Lakosok száma | 1670 | 1609 | 1635 | 1634 | 1632 | 1611 |
|               | 2014 | 2017 | 2019 | 2021 | 2022 | 2023 |